# Нокаут (филм)
Нокаут је југословенски филм из 1971. године. Режирао га је Боро Драшковић по сценарију Зуке Џумхура и Луке Павловића.

## Радња
Марко 25 -годишњак, који је као и многи млади људи отишао из земље у иностранство у жељи за пустоловинама, враћа се у Сарајево после неколико година проведених у Америци. Долази спортским колима која су најубедљивији доказ његовог успеха. Довео је за собом младу и богату Американку коју жели наговорити да се уда за њега.
Међутим, његови планови пропадају због тога што се, против своје воље, заљубљује у младу и лепу Олгу - туристичког водича и због тога што је увучен у прљаву терористичку игру.
Марко у почетку засени град својим увезеним сјајем и задивљеној и очараној Американки покушава и да дивни пејзаж своје земље представи као део својих заслуга и свог богатства.
Међутим, како нема довољно средстава да до краја доведе своју лакомислену замисао, Марко прибегава позајмицама, непрестано се одупирући љубави која га све више веже за Олгу.
У тренутку кад га Американка прозре и оставља не плативши његове хотелске рачуне, напушта га и Олга која тражи оно што и Марко тражи.

## Улоге
| Глумац             | Улога |
| ------------------ | ----- |
| Барбара Бушет      |       |
| Маргарет Ли        |       |
| Милан Галовић      |       |
| Љиљана Крстић      |       |
| Миља Вујановић     |       |
| Мајкл Саливан      |       |
| Миливоје Живановић |       |
| Јагода Калопер     |       |
| Фикрет Мујкић      |       |
| Петар Спајић       |       |
| Авдо Чимић         |       |
| Весна Латингер     |       |
| Анте Поповић       |       |
| Благоје Ефимов     |       |
| Вуксан Луковац     |       |
| Димитрије Бјелица  |       |
| Вера Савић         |       |
| Срђан Кисић        |       |
| Павле Лукач        |       |
| Радмила Живковић   |       |